# AHL 1998/99
Die Saison 1998/99 war die 63. reguläre Saison der American Hockey League (AHL). Während der regulären Saison bestritten die 19 Teams der Liga jeweils 80 Begegnungen. Die jeweils acht besten Mannschaften der Eastern Conference und der Western Conference spielten anschließend in einer Play-off-Runde um den Calder Cup.

## Teamänderungen
Folgende Änderungen wurden vor Beginn der Saison vorgenommen:
- Die Lowell Lock Monsters wurden als Expansionsteam in die Liga aufgenommen.

## Reguläre Saison

### Abschlusstabellen
Abkürzungen: GP = Spiele, W = Siege, L = Niederlagen, T = Unentschieden, OTL = Niederlage nach Overtime, GF = Erzielte Tore, GA = Gegentore, Pts = Punkte

Erläuterungen: In Klammern befindet sich die Platzierung innerhalb der Conference;       = Playoff-Qualifikation,       = Division-Sieger,       = Conference-Sieger

#### Eastern Conference
| Atlantic Division      | GP | W  | L  | T  | OTL | GF  | GA  | Pts |
| ---------------------- | -- | -- | -- | -- | --- | --- | --- | --- |
| Lowell Lock Monsters   | 80 | 33 | 32 | 13 | 2   | 219 | 237 | 81  |
| St. John’s Maple Leafs | 80 | 34 | 35 | 7  | 4   | 246 | 270 | 79  |
| Fredericton Canadiens  | 80 | 33 | 36 | 6  | 5   | 246 | 246 | 77  |
| Saint John Flames      | 80 | 31 | 40 | 8  | 1   | 238 | 296 | 71  |
| Portland Pirates       | 80 | 23 | 48 | 7  | 2   | 214 | 273 | 55  |

| New England Division | GP | W  | L  | T | OTL | GF  | GA  | Pts |
| -------------------- | -- | -- | -- | - | --- | --- | --- | --- |
| Providence Bruins    | 80 | 56 | 16 | 4 | 4   | 321 | 223 | 120 |
| Hartford Wolf Pack   | 80 | 38 | 31 | 5 | 6   | 256 | 256 | 87  |
| Springfield Falcons  | 80 | 35 | 35 | 9 | 1   | 245 | 232 | 80  |
| Worcester IceCats    | 80 | 34 | 36 | 8 | 2   | 237 | 260 | 78  |
| Beast of New Haven   | 80 | 33 | 35 | 7 | 5   | 240 | 250 | 78  |

#### Western Conference
| Empire State Division | GP | W  | L  | T | OTL | GF  | GA  | Pts |
| --------------------- | -- | -- | -- | - | --- | --- | --- | --- |
| Rochester Americans   | 80 | 52 | 21 | 6 | 1   | 287 | 176 | 111 |
| Albany River Rats     | 80 | 46 | 26 | 6 | 2   | 275 | 230 | 100 |
| Hamilton Bulldogs     | 80 | 40 | 29 | 7 | 4   | 229 | 206 | 91  |
| Adirondack Red Wings  | 80 | 21 | 48 | 8 | 3   | 184 | 280 | 53  |
| Syracuse Crunch       | 80 | 18 | 50 | 9 | 3   | 220 | 327 | 48  |

| Mid-Atlantic Division   | GP | W  | L  | T  | OTL | GF  | GA  | Pts |
| ----------------------- | -- | -- | -- | -- | --- | --- | --- | --- |
| Philadelphia Phantoms   | 80 | 47 | 22 | 9  | 2   | 272 | 221 | 105 |
| Kentucky Thoroughblades | 80 | 44 | 26 | 7  | 3   | 272 | 214 | 98  |
| Hershey Bears           | 80 | 37 | 32 | 10 | 1   | 242 | 224 | 85  |
| Cincinnati Mighty Ducks | 80 | 35 | 39 | 4  | 2   | 227 | 249 | 76  |

### Beste Scorer
Abkürzungen: GP = Spiele, G = Tore, A = Assists, Pts = Punkte, +/- = Plus/Minus, PIM = Strafminuten; Fett: Saisonbestwert
| Spieler          | Team                   | GP | G  | A  | Pts | PIM |
| ---------------- | ---------------------- | -- | -- | -- | --- | --- |
| Domenico Pittis  | Rochester Americans    | 76 | 38 | 66 | 104 | 108 |
| Randy Robitaille | Providence Bruins      | 74 | 28 | 74 | 102 | 34  |
| John Madden      | Albany River Rats      | 75 | 38 | 60 | 98  | 44  |
| Peter White      | Philadelphia Phantoms  | 77 | 31 | 59 | 90  | 20  |
| Jim Montgomery   | Philadelphia Phantoms  | 78 | 29 | 58 | 87  | 89  |
| Steve Brulé      | Albany River Rats      | 78 | 32 | 52 | 84  | 35  |
| Richard Park     | Philadelphia Phantoms  | 75 | 41 | 42 | 83  | 33  |
| Lonny Bohonos    | St. John’s Maple Leafs | 70 | 34 | 48 | 82  | 40  |
| Craig Fisher     | Rochester Americans    | 70 | 29 | 52 | 81  | 28  |
| Shane Willis     | Beast of New Haven     | 73 | 31 | 50 | 81  | 49  |

## Calder-Cup-Playoffs

### Modus
Für die Playoffs qualifizierten sich aus jeder der vier Divisionen die besten vier Mannschaften, also jeweils acht Mannschaften aus der Eastern Conference und Western Conference.
In den ersten drei Playoff-Runden wurden die Sieger der Eastern bzw. Western Division ausgespielt, die anschließend im Finale um den Calder Cup aufeinandertrafen. Während die erste Playoff-Runde im Best-of-Five-Modus ausgespielt wurde, wurden alle anderen Playoffrunden, sowie das Finale im Modus Best-of-Seven ausgespielt.

### Playoff-Baum
|  | Division Semifinals | Division Semifinals     | Division Semifinals   |                         |                       | Division Finals | Division Finals    | Division Finals |  |  | Conference Finals | Conference Finals | Conference Finals |  |  | Calder Cup Finals | Calder Cup Finals | Calder Cup Finals |
|  |                     |                         |                       |                         |                       |                 |                    |                 |  |  |                   |                   |                   |  |  |                   |                   |                   |
|  | A1                  | Lowell Lock Monsters    | 0                     |                         |                       |                 |                    |                 |  |  |                   |                   |                   |  |  |                   |                   |                   |
|  | A4                  | Saint John Flames       | 3                     |                         |                       |                 |                    |                 |  |  |                   |                   |                   |  |  |                   |                   |                   |
|  | A4                  | Saint John Flames       | 3                     | A4                      | Saint John Flames     | 0               |                    |                 |  |  |                   |                   |                   |  |  |                   |                   |                   |
|  |                     |                         |                       | A4                      | Saint John Flames     | 0               |                    |                 |  |  |                   |                   |                   |  |  |                   |                   |                   |
|  |                     |                         | A3                    | Fredericton Canadiens   | 4                     |                 |                    |                 |  |  |                   |                   |                   |  |  |                   |                   |                   |
|  | A2                  | St. John’s Maple Leafs  | A3                    | Fredericton Canadiens   | 4                     | 2               |                    |                 |  |  |                   |                   |                   |  |  |                   |                   |                   |
|  | A2                  | St. John’s Maple Leafs  |                       |                         |                       | 2               |                    |                 |  |  |                   |                   |                   |  |  |                   |                   |                   |
|  | A3                  | Fredericton Canadiens   | 3                     |                         |                       |                 |                    |                 |  |  |                   |                   |                   |  |  |                   |                   |                   |
|  | A3                  | Fredericton Canadiens   | 3                     | A3                      | Fredericton Canadiens | 2               |                    |                 |  |  |                   |                   |                   |  |  |                   |                   |                   |
|  |                     |                         |                       | A3                      | Fredericton Canadiens | 2               | Eastern Conference |                 |  |  |                   |                   |                   |  |  |                   |                   |                   |
|  |                     | N1                      | Providence Bruins     | 4                       |                       |                 |                    |                 |  |  |                   |                   |                   |  |  |                   |                   |                   |
|  | N1                  | N1                      | Providence Bruins     | 4                       | Providence Bruins     | 3               |                    |                 |  |  |                   |                   |                   |  |  |                   |                   |                   |
|  | N1                  |                         |                       |                         | Providence Bruins     | 3               |                    |                 |  |  |                   |                   |                   |  |  |                   |                   |                   |
|  | N4                  | Worcester IceCats       | 1                     |                         |                       |                 |                    |                 |  |  |                   |                   |                   |  |  |                   |                   |                   |
|  | N4                  | Worcester IceCats       | 1                     | N1                      | Providence Bruins     | 4               |                    |                 |  |  |                   |                   |                   |  |  |                   |                   |                   |
|  |                     |                         |                       | N1                      | Providence Bruins     | 4               |                    |                 |  |  |                   |                   |                   |  |  |                   |                   |                   |
|  |                     |                         | N2                    | Hartford Wolf Pack      | 0                     |                 |                    |                 |  |  |                   |                   |                   |  |  |                   |                   |                   |
|  | N2                  | Hartford Wolf Pack      | N2                    | Hartford Wolf Pack      | 0                     | 3               |                    |                 |  |  |                   |                   |                   |  |  |                   |                   |                   |
|  | N2                  | Hartford Wolf Pack      |                       |                         |                       |                 |                    |                 |  |  |                   |                   |                   |  |  |                   |                   |                   |
|  | N3                  | Springfield Falcons     | 0                     |                         |                       |                 |                    |                 |  |  |                   |                   |                   |  |  |                   |                   |                   |
|  | N3                  | Springfield Falcons     | 0                     | N1                      | Providence Bruins     | 4               |                    |                 |  |  |                   |                   |                   |  |  |                   |                   |                   |
|  |                     |                         |                       |                         |                       |                 |                    |                 |  |  |                   |                   |                   |  |  |                   |                   |                   |
|  |                     | E1                      | Rochester Americans   | 1                       |                       |                 |                    |                 |  |  |                   |                   |                   |  |  |                   |                   |                   |
|  | E1                  | E1                      | Rochester Americans   | 1                       | Rochester Americans   | 3               |                    |                 |  |  |                   |                   |                   |  |  |                   |                   |                   |
|  | E1                  |                         |                       |                         | Rochester Americans   | 3               |                    |                 |  |  |                   |                   |                   |  |  |                   |                   |                   |
|  | E4                  | Adirondack Red Wings    | 0                     |                         |                       |                 |                    |                 |  |  |                   |                   |                   |  |  |                   |                   |                   |
|  | E4                  | Adirondack Red Wings    | 0                     | E1                      | Rochester Americans   | 4               |                    |                 |  |  |                   |                   |                   |  |  |                   |                   |                   |
|  |                     |                         |                       | E1                      | Rochester Americans   | 4               |                    |                 |  |  |                   |                   |                   |  |  |                   |                   |                   |
|  |                     |                         | E3                    | Hamilton Bulldogs       | 2                     |                 |                    |                 |  |  |                   |                   |                   |  |  |                   |                   |                   |
|  | E2                  | Albany River Rats       | E3                    | Hamilton Bulldogs       | 2                     | 2               |                    |                 |  |  |                   |                   |                   |  |  |                   |                   |                   |
|  | E2                  | Albany River Rats       |                       |                         |                       | 2               |                    |                 |  |  |                   |                   |                   |  |  |                   |                   |                   |
|  | E3                  | Hamilton Bulldogs       | 3                     |                         |                       |                 |                    |                 |  |  |                   |                   |                   |  |  |                   |                   |                   |
|  | E3                  | Hamilton Bulldogs       | 3                     | E1                      | Rochester Americans   | 4               |                    |                 |  |  |                   |                   |                   |  |  |                   |                   |                   |
|  |                     |                         |                       | E1                      | Rochester Americans   | 4               | Western Conference |                 |  |  |                   |                   |                   |  |  |                   |                   |                   |
|  |                     | M1                      | Philadelphia Phantoms | 2                       |                       |                 |                    |                 |  |  |                   |                   |                   |  |  |                   |                   |                   |
|  | M1                  | M1                      | Philadelphia Phantoms | 2                       | Philadelphia Phantoms | 3               |                    |                 |  |  |                   |                   |                   |  |  |                   |                   |                   |
|  | M1                  |                         |                       |                         |                       |                 |                    |                 |  |  |                   |                   |                   |  |  |                   |                   |                   |
|  | M4                  | Cincinnati Mighty Ducks | 0                     |                         |                       |                 |                    |                 |  |  |                   |                   |                   |  |  |                   |                   |                   |
|  | M4                  | Cincinnati Mighty Ducks | 0                     | M1                      | Philadelphia Phantoms | 4               |                    |                 |  |  |                   |                   |                   |  |  |                   |                   |                   |
|  |                     |                         |                       | M1                      | Philadelphia Phantoms | 4               |                    |                 |  |  |                   |                   |                   |  |  |                   |                   |                   |
|  |                     |                         | M2                    | Kentucky Thoroughblades | 3                     |                 |                    |                 |  |  |                   |                   |                   |  |  |                   |                   |                   |
|  | M2                  | Kentucky Thoroughblades | M2                    | Kentucky Thoroughblades | 3                     | 3               |                    |                 |  |  |                   |                   |                   |  |  |                   |                   |                   |
|  | M2                  | Kentucky Thoroughblades |                       |                         |                       |                 |                    |                 |  |  |                   |                   |                   |  |  |                   |                   |                   |
|  | M3                  | Hershey Bears           | 2                     |                         |                       |                 |                    |                 |  |  |                   |                   |                   |  |  |                   |                   |                   |

### Calder-Cup-Sieger
| Calder-Cup-Sieger Providence Bruins | Torhüter: David Brumby, John Grahame Verteidiger: Elias Abrahamsson, Johnathan Aitken, Steve Bancroft, Bob Beers, Jason McBain, Brandon Smith, Dennis Vaske, Terry Virtue Angreifer: Jeremy Brown, Dan Ceman, Aaron Downey, Peter Ferraro, Jay Henderson, Steven King, Antti Laaksonen, Cameron Mann, Marquis Mathieu, Roger Maxwell, Eric Nickulas, Joel Prpic, Randy Robitaille, Andre Savage, John Spoltore, Landon Wilson Cheftrainer: Peter Laviolette General Manager: Harry Sinden |

## Vergebene Trophäen

### Mannschaftstrophäen
| Auszeichnung                                                     | Team                  |
| ---------------------------------------------------------------- | --------------------- |
| Calder Cup Gewinner der AHL-Playoffs                             | Providence Bruins     |
| Richard F. Canning Trophy Gewinner des Eastern Conference-Finale | Providence Bruins     |
| Robert W. Clarke Trophy Gewinner des Western Conference-Finale   | Rochester Americans   |
| Macgregor Kilpatrick Trophy Bestes Team der regulären Saison     | Providence Bruins     |
| Frank S. Mathers Trophy Bestes Team der Mid-Atlantic Division    | Philadelphia Phantoms |
| F. G. „Teddy“ Oke Trophy Bestes Team der New England Division    | Providence Bruins     |
| Sam Pollock Trophy Bestes Team der Atlantic Division             | Lowell Lock Monsters  |
| John D. Chick Trophy Bestes Team der Empire State Division       | Rochester Americans   |

### Individuelle Trophäen
| Auszeichnung                                                                                                   | Spieler          | Team                |
| --- | ---------------- | ------------------- |
| Les Cunningham Award MVP der regulären Saison                                                                  | Randy Robitaille | Providence Bruins   |
| John B. Sollenberger Trophy Bester Scorer                                                                      | Domenico Pittis  | Rochester Americans |
| Dudley „Red“ Garrett Memorial Award Bester Rookie                                                              | Shane Willis     | Beast of New Haven  |
| Eddie Shore Award Bester Verteidiger                                                                           | Ken Sutton       | Albany River Rats   |
| Aldege „Baz“ Bastien Memorial Award Bester Torhüter                                                            | Martin Biron     | Rochester Americans |
| Harry „Hap“ Holmes Memorial Award Torhüter mit dem geringsten Gegentorschnitt                                  | Martin Biron     | Rochester Americans |
| Harry „Hap“ Holmes Memorial Award Torhüter mit dem geringsten Gegentorschnitt                                  | Tom Draper       | Rochester Americans |
| Louis A. R. Pieri Memorial Award Bester Trainer                                                                | Peter Laviolette | Providence Bruins   |
| Fred T. Hunt Memorial Award Für den Spieler, der durch Fairness, Einsatz und Hingabe herausragt                | Mitch Lamoureux  | Hershey Bears       |
| Yanick Dupré Memorial Award Für den Spieler, der sich durch besonderen Einsatz in der Gesellschaft auszeichnet | Brent Thompson   | Hartford Wolf Pack  |
| Jack A. Butterfield Trophy MVP der Calder-Cup-Playoffs                                                         | Peter Ferraro    | Providence Bruins   |